# (5284) Orsíloco
(5284) Orsíloco es un asteroide que forma parte de los asteroides troyanos de Júpiter, descubierto el 1 de febrero de 1989 por Carolyn Shoemaker y por su esposo que también era astrónomo Eugene Shoemaker desde el Observatorio del Monte Palomar, Estados Unidos.

## Designación y nombre
Designado provisionalmente como 1989 CK2. Fue nombrado Orsíloco en honor a Orsíloco, uno de los hijos gemelos de Diocles de Feras, fue un gran hombre entre los Dánaos. Cuando creció, él y su hermano siguieron junto con los argivos a la Guerra de Troya. Luchó en honor a Agamenón y Menelao, antes de ser asesinado por Eneas.

## Características orbitales
Orsíloco está situado a una distancia media del Sol de 5,225 ua, pudiendo alejarse hasta 5,657 ua y acercarse hasta 4,793 ua. Su excentricidad es 0,082 y la inclinación orbital 20,22 grados. Emplea 4363,48 días en completar una órbita alrededor del Sol.

## Características físicas
La magnitud absoluta de Orsíloco es 10,1. Tiene 50,159 km de diámetro y su albedo se estima en 0,07.